# Losev
Losev je priimek več oseb:
- Aleksej Fjodorovič Losev, ruski filozof, filolog in kulturolog
- Anatolij Ivanovič Losev, sovjetski general
- Oleg Vladimirovič Losev, ruski znanstvenik